# Dick Morrissey
Richard Edwin Morrissey, detto Dick (Horley, 9 maggio 1940 – Deal, 8 novembre 2000), è stato un musicista e compositore britannico.

## Discografia parziale

### Album
- 1961 - It’s Morrissey, Man! – The Dick Morrissey Quartet
- 1963 - Have You Heard? – The Dick Morrissey Quartet
- 1965 - Storm Warning! (live) – The Dick Morrissey Quartet
- 1966 - Here and Now and Sounding Good! (1966) – The Dick Morrissey Quartet
- 1966 - Sonny’s Blues: Live at Ronnie Scott’s (live) – Sonny Stitt & The Dick Morrissey Quartet
- 1966 - Spoon Sings and Swings (live) – Jimmy Witherspoon & The Dick Morrissey Quartet
- 1983 - After Dark – Dick Morrissey
- 1986 - Souliloquy – Dick Morrissey
- 1988 - Resurrection Ritual – Dick Morrissey
- 1989 - Love Dance (live) – Dick Morrissey
- 1990 - Charly Antolini Meets Dick Morrissey (live) – Charly Antolini & Dick Morrissey
- 1997 - There and Back (live) – The Dick Morrissey Quartet

### Con gli If
- 1970 - If
- 1970 - If 2
- 1971 - If 3
- 1972 - If 4
- 1972 - Waterfall
- 1973 - Double Diamond
- 1974 - Not Just Another Bunch of Pretty Faces
- 1974 - Tea Break Over, Back on Your 'Eads

### Con Morrissey–Mullen
- 1976 - Up
- 1979 - Cape Wrath
- 1981 - Badness
- 1982 - Life on the Wire
- 1983 - It's About Time
- 1985 - This Must Be the Place
- 1988 - 'Happy Hour